# Kasumi (singel)
Kasumi (jap. かすみ) – singiel zespołu Dir En Grey wydany w 2003 roku. Tytułowa piosenka pojawiła się na albumie VULGAR. Trzeci utwór to koncertowa wersja "umbrelli" z mini-albumu six Ugly. Jest to to samo nagranie, które ukazało się na DVD Rettou Gekishin Angya.

## Lista utworów
Autorem tekstów jest Kyo. Muzykę do tytułowej piosenki skomponował Kaoru, zaś do pozostałych - Shinya.
1. Kasumi (かすみ) (4:19)
2. Fukai (腐海) (5:20)
3. umbrella [LIVE] (4:15)